# 西蒙·汤斯
西蒙·汤斯（英語：Simon Towns，1972年9月17日—），新西兰男子曲棍球运动员。他曾代表新西兰参加1998年和2002年英联邦运动会曲棍球比赛，其中2002年英联邦运动会获得一枚银牌。